# Orthetrum abbotti
Orthetrum abbotti är en trollsländeart. Orthetrum abbotti ingår i släktet Orthetrum och familjen segeltrollsländor. IUCN kategoriserar arten globalt som livskraftig.

## Underarter
Arten delas in i följande underarter:
- O. a. abbotti
- O. a. malgassicum